# 新★おかしな惑星
新★おかしな惑星（しん・おかしなわくせい）は北日本放送ラジオで2003年4月から2006年4月まで放送されたトーク番組。

## 概要
尾崎豊、浜田省吾、玉置浩二らを育てた、元CBSソニー（後のソニーミュージックエンターテイメント）でフリーの音楽プロデューサー、須藤晃（富山県射水市出身）をメインパーソナリティ、小林淳子（当時北日本放送アナウンサー）をアシスタントに起用した30分の音楽トークバラエティ。（全国11局ネット）
ゲストには、槙原敬之、藤木直人、高橋克典、橘いずみ（現・和）、河口恭吾、小畑由香里ら豪華キャストを迎えていた。

## ネット局
- IBC岩手放送
- 秋田放送
- 山形放送
- 東北放送（2005.10 - 2006.4）
- 岐阜放送
- 北陸放送
- 静岡放送
- 山口放送
- 南海放送
- 高知放送